# Bhum
Bhum é uma cidade  no distrito de Osmanabad, no estado indiano de Maharashtra.

## Geografia
Bhum está localizada a 18° 28′ N, 75° 40′ L. Tem uma altitude média de 602 metros (1975 pés).

## Demografia
Segundo o censo de 2001, Bhum tinha uma população de 17,510 habitantes. Os indivíduos do sexo masculino constituem 52% da população e os do sexo feminino 48%. Bhum tem uma taxa de literacia de 68%, superior à média nacional de 59.5%; a literacia no sexo masculino é de 76% e no sexo feminino é de 60%. 14% da população está abaixo dos 6 anos de idade.